# Tamara Vega
Tamara Vega Arroyos (Ciudad Juárez, 15 de marzo de 1995) es una atleta mexicana especializada en pentatlón moderno. Compitió en los Juegos Olímpicos de Río de Janeiro 2016 y quedó 10, también compitió en los Juegos Olímpicos de Londres  2012. Siendo ella la mexicana que ha alcanzado la mejor posición en la historia del pentatlón moderno. mexicana en unos Juegos Olímpicos 
A los catorce años siendo atleta de natación y tae kwon do, en una competencia en Chihuahua observó una convocatoria al Centro Nacional de Alto Rendimiento de México, situado en la Ciudad de México, por lo que decidió emigrar para proseguir su carrera. Dos años más tarde ya era seleccionada nacional. Estudia Relaciones Internacionales en la Universidad Anáhuac.y es la fundadora de la Fundación Tamara Vega. 

## Carrera deportiva
En 2010 compitió en los Juegos Olímpicos de la Juventud de Singapur 2010. Participó en los Juegos Olímpicos de Londres 2012, pero un accidente le provocó una lesión al caer de un caballo, lo que hizo que quedara en el sitio número 36. En 2015 ganó medalla de oro junto a Ismael Hernández en relevo mixto en la Copa Mundial de Pentatlón. En los Juegos Panamericanos de 2015 obtuvo medalla de plata y su clasificación a Río 2016.